# Paul Walker
Paul William Walker IV (12 tháng 9 năm 1973 – 30 tháng 11 năm 2013) là một diễn viên chuyên nghiệp người Mỹ. Anh gây chú ý sau vai diễn trong bộ phim Varsity Blues vào năm 1999,và sau này nổi tiếng với vai Brian O'Conner trong loạt phim The Fast and the Furious, về đề tài đua xe bất hợp pháp trên đường phố.

## Thời niên thiếu
Walker là con trai của Cheryl (nhũ danh Crabtree), một người mẫu thời trang, và ông Paul William Walker III, một nhà thầu trong lĩnh vực thoát nước kiêm võ sĩ quyền Anh hai lần vô địch giải Golden Gloves. Anh sinh tại Glendale, California. Tổ tiên của anh hầu hết là người Anh, cũng có một số là người Đức và còn có thể có người Ireland nữa. Ông nội anh là một võ sĩ quyền Anh chuyên nghiệp, có ông bà là những người dân nhập cư từ nước Anh. Một trong số những người ông của Walker tham gia đua xe máy cho hãng Ford hồi thập niên 1960. Là con cả trong gia đình có năm anh chị em, Walker được nuôi dạy chủ yếu trong cộng đồng địa phương Sunland thuộc Los Angeles và học trung học tại San Fernando Valley, tốt nghiệp trường Village Christian School ở Sun Valley năm 1991. Anh là thành viên của Giáo hội các Thánh hữu Ngày sau của Chúa Giê-su Ki-tô. Sau khi tốt nghiệp trung học, Walker theo học tại một số trường cao đẳng cộng đồng ở miền nam California, chuyên về sinh học hải dương.

## Sự nghiệp
Walker bắt đầu sự nghiệp trên màn ảnh nhỏ của mình từ khi còn bé, khi anh đóng vai chính trong một đoạn phim quảng cáo của hãng Pampers. Anh trở thành người mẫu từ khi hai tuổi và tham gia các chương trình truyền hình từ năm 1985, với các vai diễn trong Highway to Heaven, Who's the Boss?, The Young and the Restless, và Touched by an Angel. Cùng năm đó, anh đóng quảng cáo cho Showbiz Pizza. Sự nghiệp điện ảnh của Walker bắt đầu năm 1986, với bộ phim hài kinh dị Monster in the Closet. Anh và em gái Ashlie còn là người chơi trong chương trình truyền hình I'm Telling! năm 1988; và họ giành giải nhì. Năm 1993 anh đóng vai Brandon Collins trong bộ phim truyền hình The Young and the Restless của đài CBS. Anh cùng diễn viên Heather Tom, người đóng vai Victoria Newman, được đề cử cho các giải Nam diễn viên và nữ diễn viên phim truyền hình xuất sắc nhất của giải Youth in Film Awards. Năm 1998, Walker lần đầu tiên tham gia một bộ phim chiếu rạp, đó là phim hài Meet the Deedles, và chính phim này đã mang tới danh tiếng cho anh. Vai diễn này cũng đã giúp anh được mời tham gia các vai phụ trong các phim Pleasantville (1998), Varsity Blues (1999), She's All That (1999), và The Skulls (2000).

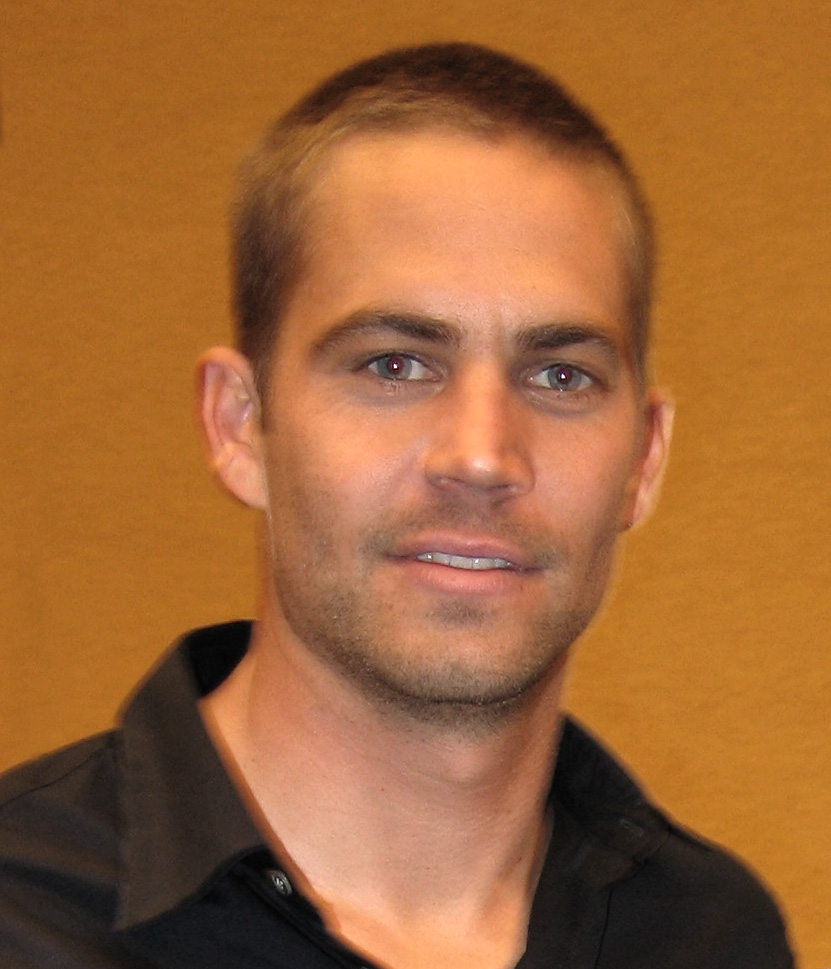
Walker tại một hội nghị vào tháng 2 năm 2006

Năm 2001, vai diễn mang tính bước ngoặt trong sự nghiệp của Walker đã đến khi anh thủ vai chính cùng nam diễn viên Vin Diesel trong bộ phim hành động rất thành công The Fast and the Furious, tác phẩm đầu tiên trong loạt phim cùng tên. Bộ phim đã góp phần gây dựng danh tiếng cho Walker, đưa anh trở thành một ngôi sao màn bạc, và sau đó anh đã trở lại với vai diễn này trong phần hai của loạt phim 2 Fast 2 Furious, năm 2003. Anh tiếp tục đảm nhiệm vai chính trong một số phim như Joy Ride (2001), Into the Blue (2005), và Timeline (2003); cùng với một vai phụ trong bộ phim chuyển thể Flags of Our Fathers của Clint Eastwood (2006).
Walker sau đó thủ vai chính trong tác phẩm điện ảnh kinh dị về đề tài tội phạm Running Scared và bộ phim của Walt Disney Pictures, Eight Below, cả hai cùng được phát hành năm 2006. Eight Below nhận được đánh giá chuyên môn rất cao và dẫn đầu doanh thu phòng vé ngày đầu ra mắt, thu về 20 triệu USD trong dịp cuối tuần đầu tiên công chiếu. Trong quá trình sản xuất phim Running Scared, đạo diễn Wayne Kramer đã phát biểu rằng "trên một phương diện nào đó thì [Walker] chính là anh chàng đó" khi so sánh Walker với nhân vật anh thủ vai, Joey Gazelle. Kramer còn nói rằng ông "rất thích được cộng tác với [Walker] bởi anh hoàn toàn ủng hộ tầm nhìn của tôi về bộ phim. Và hơn nữa, anh luôn quyết tâm với nó."
Walker còn đảm nhiệm vai chính trong bộ phim The Lazarus Project, được phát hành trên đĩa DVD ngày 21 tháng 10 năm 2008. Sau đó anh quay lại với loạt phim The Fast and the Furious và tiếp tục đảm nhiệm vai diễn Brian trong phần 4 của series này, Fast & Furious, phát hành ngày 3 tháng 4 năm 2009. Walker sau đó tham gia bộ phim chính kịch về đề tài tội phạm Takers, bộ phim khởi quay đầu tháng 9 năm 2008 và phát hành vào tháng 8 năm 2010.
Thương hiệu nước hoa của Coty Prestige, Davidoff Cool Water for Men, thông báo vào tháng 1 năm 2011 rằng Walker sẽ là gương mặt đại diện mới của thương hiệu này cho tới tháng 7 năm 2011. Sau đó anh tiếp tục tham gia phần năm của loạt phim The Fast and the Furious, Fast Five (2011), và phần sáu, Fast & Furious 6 (2013).
Không lâu sau khi Walker qua đời, bộ phim Hours, với sự tham gia của anh đã hoàn thành từ trước đó trong năm 2013, được phát hành ngày 13 tháng 12 năm 2013. Một bộ phim khác anh cũng đã hoàn tất, Brick Mansions, dự định ra mắt vào tháng 5 năm 2014. Vào thời điểm xảy ra tai nạn, Walker đang tham gia quay phim Fast & Furious 7, dự kiến phát hành vào tháng 7 năm 2014. Anh cũng được dự kiến đảm nhiệm vai diễn Điệp viên 47 trong tác phẩm điện ảnh chuyển thể từ trò chơi điện tử Hitman.

## Đời tư
Walker sống ở Santa Barbara cùng với con gái. Anh và Rebecca Soteros, người bạn gái một thời, có một đứa con gái tên là Meadow. Meadow sống cùng mẹ ở Hawaii trong suốt 13 năm trước khi chuyển tới California ở với Walker vào năm 2011. Năm 2007, anh giành đai nâu ở môn nhu thuật Brasil dưới Ricardo "Franjinha" Miller tại Paragon Jiu-Jitsu và được Miller trao đai đen sau khi anh qua đời.
Niềm say mê đầu tiên của Walker là với môn sinh vật học hải dương; anh tham gia Ban giám đốc Quỹ The Billfish vào năm 2006. Anh đã hoàn thành ước mơ lâu năm của mình khi tham gia vai chính trong một series của kênh National Geographic Channel Expedition Great White (sau đó đổi tên thành Shark Men), phát sóng lần đầu tiên vào tháng 6 năm 2010. Anh dành 11 ngày làm việc trong nhóm sản xuất, bắt và đánh dấu 7 con cá mập trắng lớn ngoài khơi bờ biển Mexico. Cuộc thám hiểm, do Chris Fischer, nhà sáng lập kiêm CEO của Fischer Productions dẫn đầu, cùng với Thuyền trưởng Brett McBride và tiến sĩ Michael Domeier của Viện khoa học bảo tồn Hải dương (Marine Conservation Science Institute) đã đo kích thước, lấy mẫu DNA, và gắn các thiết bị định vị vệ tinh thời gian thực cho các con cá mập trắng lớn. Việc làm này cho phép tiến sĩ Domeier nghiên cứu tập tính di cư của loài vật này, đặc biệt là với những cá thể đã có bạn đời và sinh sản từ năm năm trở lên.
Vào tháng 3 năm 2010, Walker tới Constitución, Chile để đề nghị hỗ trợ những người bị thương trong vụ động đất mạnh 8.8 độ richter xảy ra tại đây vào ngày 27 tháng 2. Anh cũng đã cùng đội viện trợ nhân đạo của mình, Reach Out Worldwide, tới Haiti để giúp đỡ các nạn nhân của vụ động đất ở Haiti năm 2010.

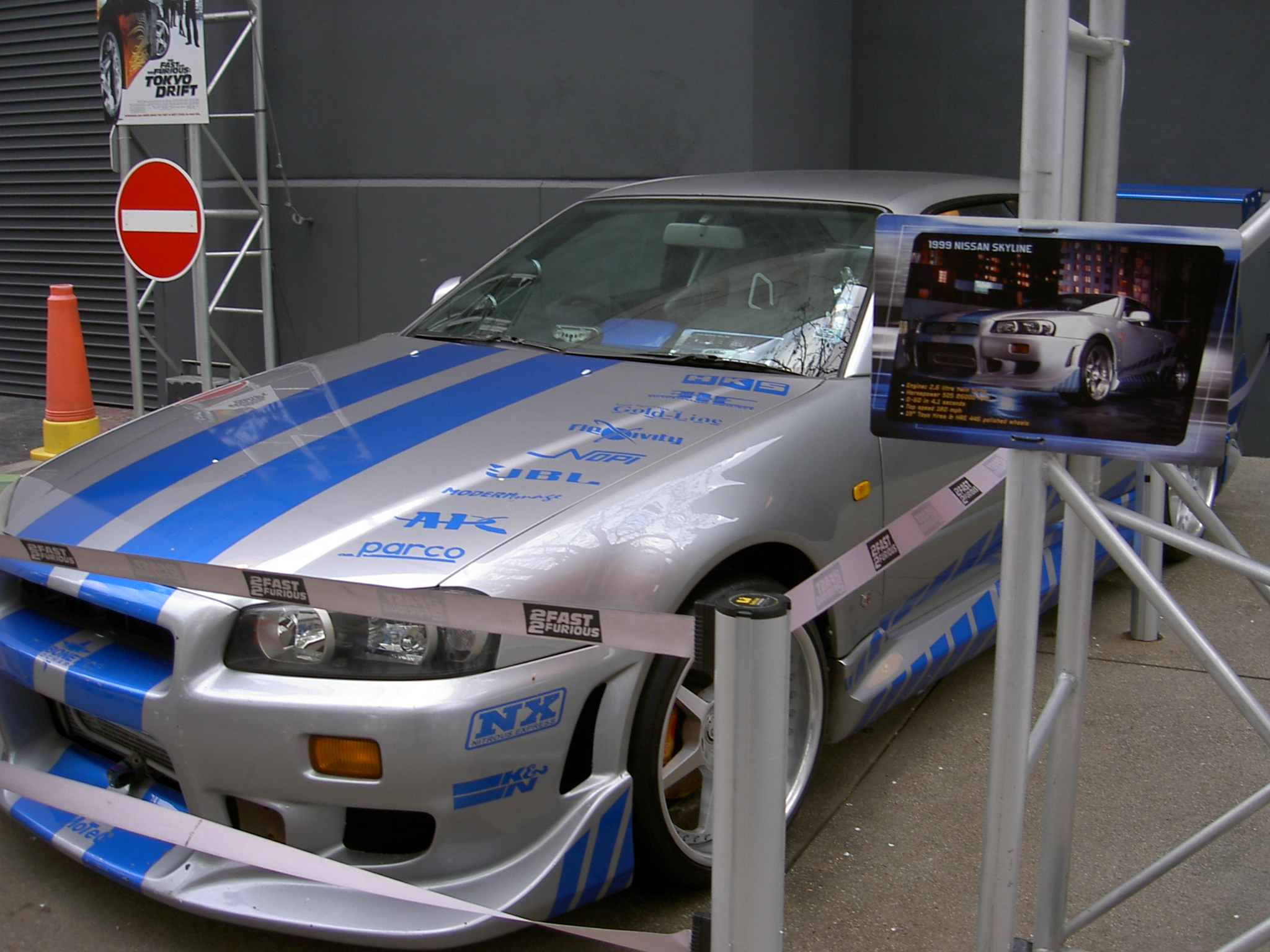
Walker lái chiếc xe Nissan Skyline GT-R trong phim 2 Fast 2 Furious.

Là một người đam mê xe hơi, anh đã tham gia thi đấu tại giải đua xe Redline Time Attack, ở đó anh điều khiển một chiếc M3 E92 và là thành viên của đội AE Performance. Chiếc xe của anh được tài trợ bởi Etnies, Brembo Brakes, Ohlins, Volk, OS Giken, Hankook, Gintani, và Reach Out Worldwide. Walker đang chuẩn bị cho một buổi triển lãm xe hơi trước khi qua đời.
Roger Rodas trở thành cố vấn tài chính cho Walker vào năm 2007 và giúp đỡ anh thành lập tổ chức Reach Out Worldwide. Rodas là CEO của Always Evolving, một cửa hàng hiệu suất xe hơi cao cấp do Walker sở hữu. Paul còn có một người bạn thân là Tyrese Gibson, người đồng thời là bạn diễn của anh trong series The Fast and the Furious.

## Qua đời
Ngày 30 tháng 11 năm 2013, vào khoảng 3 giờ 30 phút chiều theo giờ PST, Walker cùng bạn là Roger Rodas, 38 tuổi, trước đó vốn là một tay đua chuyên nghiệp và là người tư vấn tài chính cho Walker rời một sự kiện do tổ chức từ thiện Reach Out Worldwide của Walker tổ chức nhằm ủng hộ cho các nạn nhân của siêu bão Haiyan trên chiếc xe Porsche Carrera GT đời 2005 màu đỏ của Rodas. Chiếc xe đâm vào một cột đèn đường và một cái cây trên phố Hercules, một khu vực giới hạn tốc độ 45 dặm/giờ (khoảng 72 km/h) gần đại lộ Kelly Johnson ở Valencia, Santa Clarita, California. Chiếc xe bốc cháy ngay sau đó. Các nhà chức trách xác định rằng khi xảy ra tai nạn, Rodas là người cầm lái, còn Walker ngồi ở ghế bên. Cơ quan cảnh sát Los Angeles tuyên bố cả hai nạn nhân đều đã thiệt mạng ngay tại hiện trường. Rodas chết do đa chấn thương, còn Walker qua đời do tác động cộng hưởng của chấn thương và bỏng, theo thông báo của Cơ quan điều tra tai nạn Los Angeles.
Khúc đường cua nơi Walker và Rodas gặp nạn là một địa điểm thường dùng cho các pha ngoặt xe. Báo cáo của cơ quan điều tra tai nạn cho biết chiếc Porsche Carrera GT đời 2005 có thể đã chạy với tốc độ lên tới 100 dặm Anh trên giờ (160 km/h) trước khi xảy ra tai nạn. Báo cáo của cơ quan này còn cho biết thêm quá trình khám nghiệm tử thi cho thấy cả hai người trên xe đều không có dấu hiệu sử dụng rượu hay chất kích thích nào. Hơn nữa, cũng không có dấu hiệu nào cho thấy chiếc xe gặp phải lỗi kỹ thuật và mặt đường cũng không bị hư hại đến mức có thể gây ra tai nạn. Cảnh sát đã tiến hành điều tra liệu có phải chiếc xe đang tham gia một cuộc đua hay không, nhưng họ không tìm thấy bằng chứng cho thấy có chiếc xe thứ hai nào liên quan đến vụ việc này. Gia đình Walker cho rằng các nút phản quang trên mặt đường có thể là nguyên nhân gây ra tai nạn, bởi dòng xe Porsche đặc biệt này có thể bị mất điều khiển nếu nó gặp phải dù là một chướng ngại vật nhỏ nhất trên mặt đường. Một số mảnh vỡ của chiếc xe đã bị đánh cắp khi nó được kéo đi. Hai người đã bị bắt vì tội trộm cắp này.
Do Walker qua đời giữa lúc Fast & Furious 7 đang trong quá trình quay phim, hãng Universal thông báo tạm dừng sản xuất phim vô thời hạn, bày tỏ mong muốn được nói chuyện cùng gia đình nam diễn viên trước khi quyết định sẽ làm gì với bộ phim. Về sau, hai người em trai của Paul là Caleb và Cody Walker được mời tham gia đóng thế anh trong các cảnh quay còn lại.
Nhiều bạn bè và các ngôi sao điện ảnh đã thể hiện sự tiếc thương Walker trên các phương tiện truyền thông xã hội. Hai tuần sau cái chết của anh, tro của Walker đã được an táng tại một buổi lễ không theo nghi thức tôn giáo tại Công viên tưởng niệm Forest Lawn.

## Danh sách phim

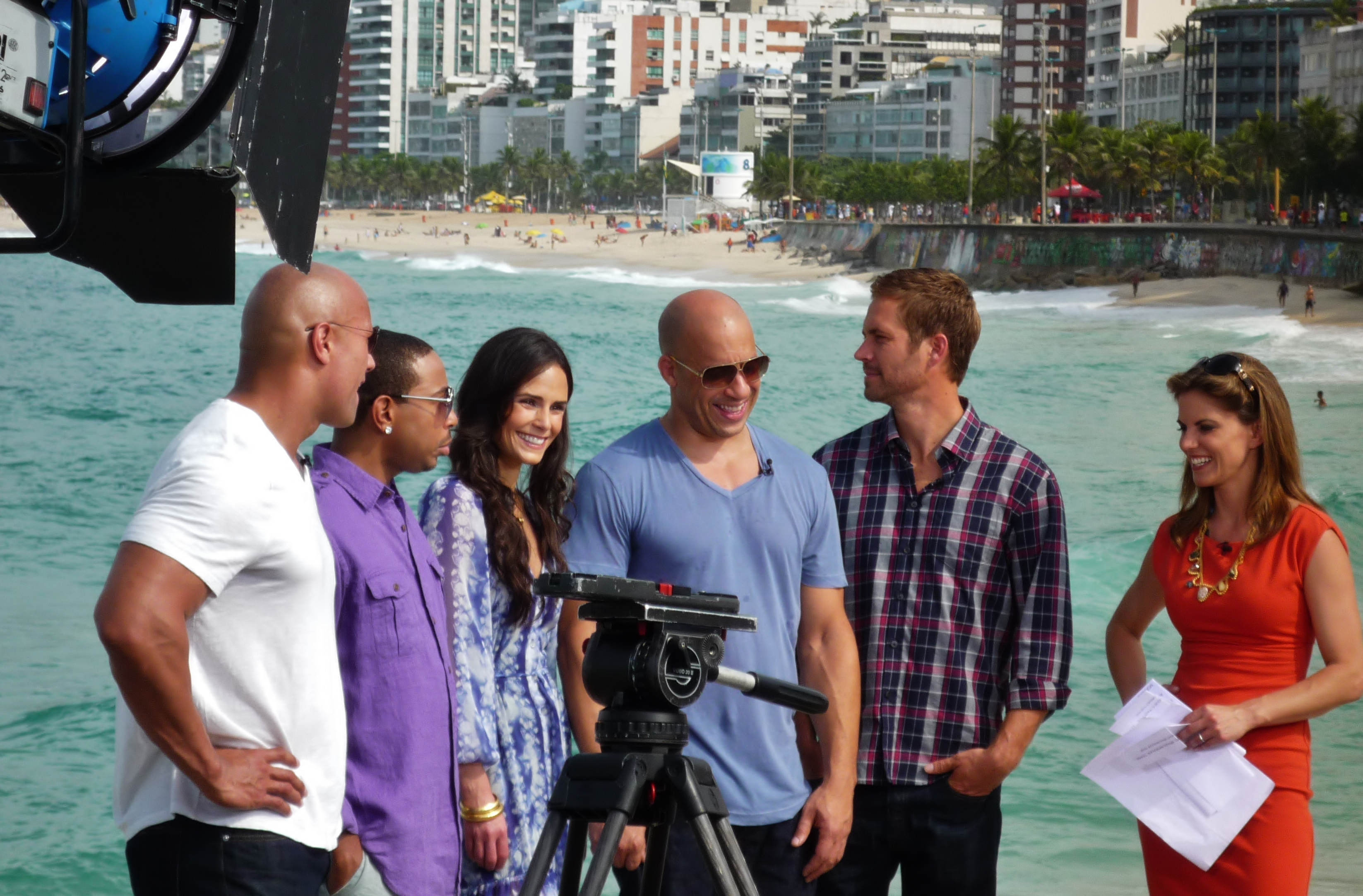
Dàn diễn viên của Fast Five cùng nhà báo Natalie Morales trong chương trình Today Show của đài NBC.

### Điện ảnh
| Năm  | Nhan đề                           | Vai diễn            | Ghi chú                                                 |
| ---- | --------------------------------- | ------------------- | ------------------------------------------------------- |
| 1986 | Monster in the Closet             | 'Professor' Bennett |                                                         |
| 1987 | Programmed to Kill                | Jason               |                                                         |
| 1994 | Tammy and the T-Rex               | Michael             |                                                         |
| 1998 | Meet the Deedles                  | Phil Deedle         |                                                         |
| 1998 | Pleasantville                     | Skip Martin         |                                                         |
| 1999 | Varsity Blues                     | Lance Harbor        |                                                         |
| 1999 | She's All That                    | Dean Sampson        |                                                         |
| 1999 | Brokedown Palace                  | Jason               | không ghi tên trong phần cuối phim                      |
| 2000 | The Skulls                        | Caleb Mandrake      |                                                         |
| 2001 | The Fast and the Furious          | Brian O'Conner      |                                                         |
| 2001 | Joy Ride                          | Lewis Thomas        |                                                         |
| 2002 | Life Makes Sense If You're Famous | Mikey               |                                                         |
| 2003 | Turbo-Charged Prelude             | Brian O'Conner      | Phim ngắn dài 6 phút để giới thiệu cho 2 Fast 2 Furious |
| 2003 | 2 Fast 2 Furious                  | Brian O'Conner      |                                                         |
| 2003 | Timeline                          | Chris Johnston      |                                                         |
| 2004 | Noel                              | Mike Riley          |                                                         |
| 2005 | Into the Blue                     | Jared Cole          |                                                         |
| 2006 | Eight Below                       | Jerry Shepard       |                                                         |
| 2006 | Running Scared                    | Joey Gazelle        |                                                         |
| 2006 | Flags of Our Fathers              | Hank Hansen         |                                                         |
| 2007 | Stories USA                       | Mikey               |                                                         |
| 2007 | The Death and Life of Bobby Z     | Tim Kearney         |                                                         |
| 2008 | The Lazarus Project               | Ben Garvey          |                                                         |
| 2009 | Fast & Furious                    | Brian O'Conner      |                                                         |
| 2010 | Takers                            | John Rahway         |                                                         |
| 2011 | Fast Five                         | Brian O'Conner      |                                                         |
| 2013 | Fast & Furious 6                  | Brian O'Conner      |                                                         |
| 2013 | Vehicle 19                        | Michael Woods       |                                                         |
| 2013 | Pawn Shop Chronicles              | Raw Dog             |                                                         |
| 2013 | Hours                             | Nolan               | Sẽ ra mắt                                               |
| 2014 | Brick Mansions                    | Damien              | Hậu kỳ, sẽ ra mắt                                       |
| 2015 | Fast & Furious 7                  | Brian O'Conner      | Đang quay dở thì anh qua đời                            |

### Truyền hình
| Năm       | Nhan đề                    | Vai diễn        | Ghi chú                      |
| --------- | -------------------------- | --------------- | ---------------------------- |
| 1985      | Highway to Heaven          | Eric Travers    | 1 tập                        |
| 1986      | Highway to Heaven          | Todd Bryant     | 2 tập                        |
| 1986–1987 | Throb                      | Jeremy Beatty   | 23 tập                       |
| 1988      | I'm Telling!               | Contestant      | 1 tập                        |
| 1990      | Charles in Charge          | Russell Davis   | 1 tập                        |
| 1991      | Who's the Boss?            | Michael Haynes  | 1 tập                        |
| 1992–1993 | The Young and the Restless | Brandon Collins |                              |
| 1994      | CBS Schoolbreak Special    | Dill            | 1 tập                        |
| 1994      | The Boys Are Back          | Jesse Hansen    | tập thí điểm (pilot episode) |
| 1996      | Touched by an Angel        | Jonathan        | 1 tập                        |
| 2013      | Shark Week                 | chính mình      | 1 tập                        |

### Video nhạc
| Năm  | Nghệ sĩ                     | Bài hát                  |
| ---- | --------------------------- | ------------------------ |
| 1997 | The Mighty Mighty Bosstones | "Wrong Thing Right Then" |
| 2003 | Ludacris                    | "Act a Fool"             |

## Giải thưởng và đề cử
| Năm  | Giải thưởng                  | Thể loại                                                          | Phim/Chương trình truyền hình | Kết quả   |
| ---- | ---------------------------- | ----------------------------------------------------------------- | ----------------------------- | --------- |
| 2000 | Young Hollywood Award        | Exciting New Face – Male                                          |                               | Đoạt giải |
| 2001 | Hollywood Breakthrough Award | Breakthrough Male Performance Nhận tại Liên hoan phim Hollywood   |                               | Đoạt giải |
| 2001 | Young Hollywood Award        | New Stylemaker – Male                                             |                               | Đoạt giải |
| 2002 | MTV Movie Awards             | Best On-Screen Team Nhận cùng Vin Diesel                          | The Fast and the Furious      | Đoạt giải |
| 2002 | MTV Movie Awards             | Breakthrough Male Performance                                     | The Fast and the Furious      | Đề cử     |
| 2003 | Teen Choice Award            | Choice Movie Chemistry Dành cho Paul Walker và chiếc ô tô của anh | 2 Fast 2 Furious              | Đoạt giải |
| 2009 | Teen Choice Award            | Choice Movie Actor: Action Adventure                              | Fast & Furious                | Đề cử     |
| 2011 | Teen Choice Award            | Choice Movie Actor: Action Adventure                              | Fast Five                     | Đề cử     |